# Färgaryds församling
Färgaryds församling är en församling i Hyltebruks pastorat Östbo-Västbo kontrakt i Växjö stift inom Svenska Kyrkan. 
Församlingskyrkor är Färgaryds kyrka och Hyltebruks kyrka. Kyrkogård finns endast vid Färgaryds kyrka. Församlingshem finns vid båda kyrkorna.

## Administrativ historik
Församlingen har medeltida ursprung.
Församlingen var till 1 maj 1918 annexförsamling i pastoratet Långaryd och Färgaryd. 1 maj 1918 utökades pastoratet med Femsjö församling och 1962 blev Färgaryds församling moderförsamling i pastoratet. Från 1995 till 2014 var församlingen moderförsamling i pastoratet Färgaryd och Femsjö. Från 2014 ingår församlingen i Hyltebruks pastorat.